# 착청
착청(錯聽, 영어: auditory illusion)은 청각의 착각으로, 귀와 뇌가 소리를 인식하는 방식 때문에 실제 나지 않는 소리가 들리는 것처럼 착각을 일으키는 경우를 말한다.
착청은 실제 소리나 외부 자극에 대한 잘못된 인식이다. 이러한 잘못된 인식은 착시 현상과 동일하다. 청취자는 자극에 존재하지 않는 소리 또는 생성된 상황을 고려할 때 가능하지 않은 소리를 듣는다.
인간은 복잡한 자극을 처리하는 타고난 능력에도 불구하고 환상에 상당히 취약한다. 인간은 일반적으로 자신의 편견에 호소하는 정보를 해석하고 기억한다는 점을 고려할 때, 사람들이 정보를 평가할 때 내리는 부정확한 판단의 원인은 확증 편향이라고 믿어진다. 환상으로 알려진 이러한 잘못된 해석 중에는 착청의 범주가 포함된다. 뇌는 정보를 처리하기 위해 여러 감각을 동시에 사용하며, 공간 정보는 청각보다 시각에서 더 상세하고 정확하게 처리된다. 청각적 환상은 인간의 귀와 뇌가 유기적 생존 도구로서 완벽한 오디오 수용체와 구별되는 영역을 강조한다. 이는 인간이 존재하지 않는 것을 듣고 그들이 들었다고 추정되는 소리에 반응할 수 있다는 것을 보여준다. 누군가가 청각적 환상을 경험할 때, 그 사람의 뇌는 주변 환경을 잘못 해석하고 주변 세계에 대한 인식을 왜곡한다.

## 예시
- 맥거크 효과
- 파레이돌리아
- 셰퍼드 음

## 같이 보기
- 청각적 환각(영어판)
- 청각적 심상(영어판)
- 셰퍼드 톤
- 청각계
- 도플러 효과
- 홀로포닉스
- 귀울림